# Srilankametrus pococki
Espèce
Srilankametrus pococki est une espèce de scorpions de la famille des Scorpionidae.

## Distribution
Cette espèce est endémique du Sri Lanka. Elle se rencontre dans le district d'Anuradhapura vers Ritigala.

## Description
La femelle holotype mesure 125,6 mm.

## Étymologie
Cette espèce est nommée en l'honneur de Reginald Innes Pocock.

## Publication originale
- Prendini & Loria, 2020 : « Systematic revision of the Asian Forest Scorpions (Heterometrinae simon, 1879), revised suprageneric classification of Scorpionidae Latreille, 1802, and revalidation of Rugodentidae Bastawade et al., 2005. » Bulletin of the American Museum of Natural History, no 442, p. 1-480 (texte intégral).